# Tupolev Tu-214

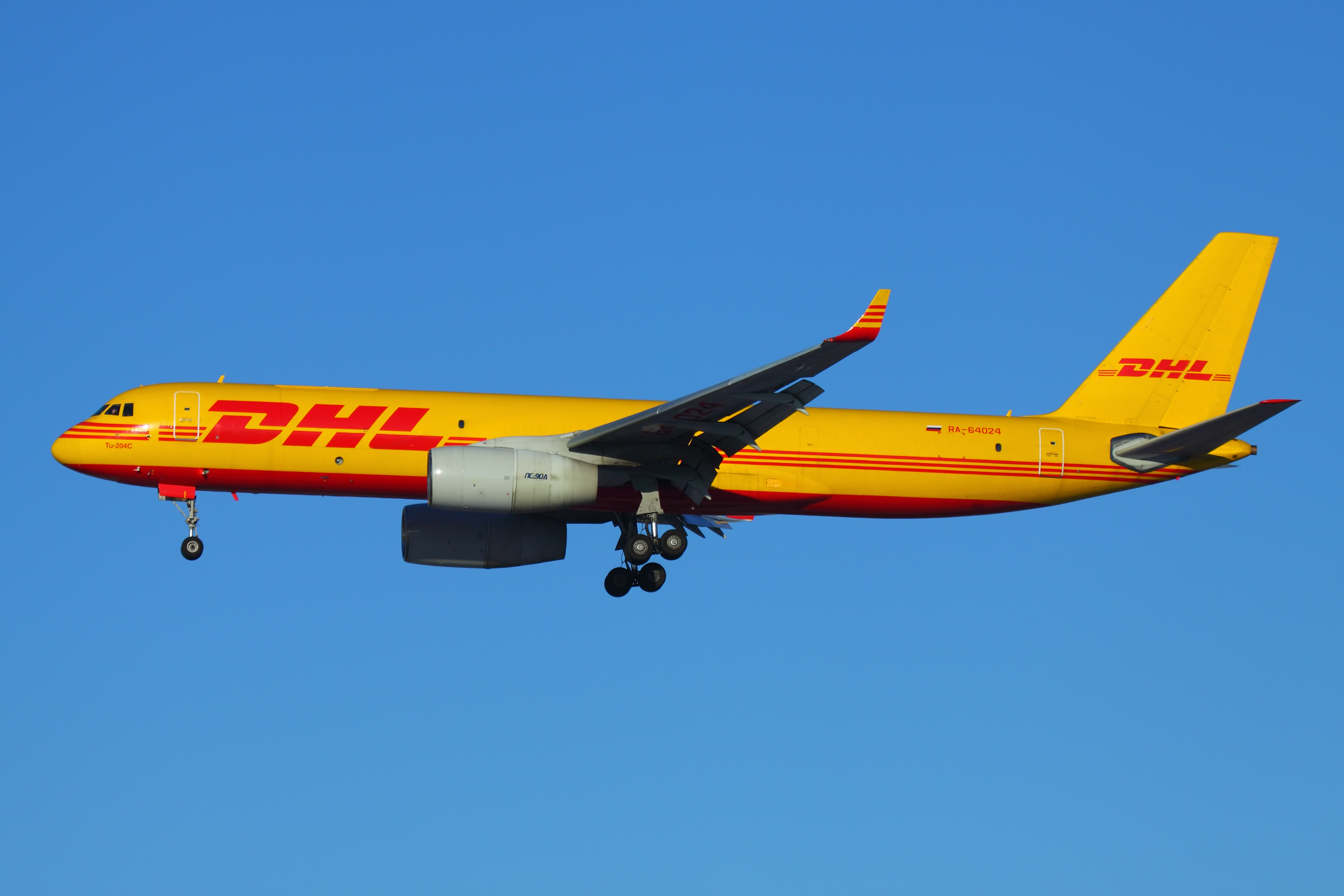
Tupolev Tu-214

Tupolev Tu-214 är ett flygplan konstruerat av den ryska designbyrån Tupolev. Flygplanet liknar Boeing 757 tar upp till 210 passagerare eller frakt. Flygplanet tillverkas i staden Kazan av tillverkaren KAPO. Tupolev Tu-204 är i princip samma flygplan förutom att motorerna på Tu-214 kommer ifrån Rolls-Royce och Tu-204 har inhemska motorer, men det slutmonteras i staden Uljanovsk av tillverkaren Aviastar.